# Alaksandr Aharodnikau
Alaksandr Aharodnikau – białoruski skoczek narciarski. Uczestnik mistrzostw świata seniorów (1993).

## Przebieg kariery
Aharodnikau wszystkie starty w oficjalnych zawodach międzynarodowych rozgrywanych pod egidą FIS odbył w 1993 roku. Zadebiutował w nich 8 stycznia w Planicy, gdzie konkurs Pucharu Europy ukończył na 59. miejscu. W sumie, między 8 a 17 stycznia, wystartował w 5 zawodach tego cyklu. Najlepszy wynik zanotował 9 stycznia w Planicy, gdzie został sklasyfikowany na 30. lokacie.
W lutym 1993 po raz jedyny w karierze wystartował w mistrzostwach świata w narciarstwie klasycznym. W rywalizacji indywidualnej skoczków narciarskich zajął 45. miejsce na 63 sklasyfikowanych sportowców (skocznia duża) oraz 52. pozycję w gronie 66 zawodników (obiekt normalny).
W marcu 1993 zadebiutował w Pucharze Świata, notując swoje 2 jedyne starty w zawodach tej rangi – 6 marca w Lahti był 66. (pokonał 2 rywali), a dzień później w tym samym miejscu zajął 56. lokatę (ex aequo ze Svenem Hannawaldem) wśród 65 sklasyfikowanych zawodników. Drugi z konkursów był jednocześnie jego ostatnim w karierze występem w oficjalnych zawodach międzynarodowych rozgrywanych pod egidą FIS.

## Mistrzostwa świata

### Indywidualnie
| 1993 Falun | – | 45. miejsce (K-115), 52. miejsce (K-90) |

### Starty na mistrzostwach świata – szczegółowo
| Miejsce | Dzień     | Rok  | Miejscowość | Skocznia | Punkt K | Konkurs | Skok 1 | Skok 2 | Nota      | Strata    | Zwycięzca       |
| ------- | --------- | ---- | ----------- | -------- | ------- | ------- | ------ | ------ | --------- | --------- | --------------- |
| 45.     | 21 lutego | 1993 | Falun       | Lugnet   | K-115   | ind.    | 84,5 m | 79,0 m | 91,9 pkt  | 149,5 pkt | Espen Bredesen  |
| 52.     | 27 lutego | 1993 | Falun       | Lugnet   | K-90    | ind.    | 71,5 m | 75,5 m | 151,2 pkt | 86,6 pkt  | Masahiko Harada |

## Puchar Świata

### Miejsca w poszczególnych konkursach
Do sezonu 1992/1993 obowiązywała inna punktacja za konkurs Pucharu Świata.
| Sezon 1992/1993                                                                        |            |                 |             |              |                 |                             |                |                    |               |               |               |           |            |                  |           |              |        |        |        |        |        |        |        |        |        |        |        |        |        |        |        |        |        |        |        |
| Falun K115                                                                             | Falun K115 | Ruhpolding K107 | Sapporo K90 | Sapporo K115 | Oberstdorf K115 | Garmisch-Partenkirchen K107 | Innsbruck K110 | Bischofshofen K120 | Predazzo K120 | Tauplitz K185 | Tauplitz K185 | Lahti K90 | Lahti K114 | Lillehammer K120 | Oslo K110 | Planica K120 | punkty | punkty | punkty | punkty | punkty | punkty | punkty | punkty | punkty | punkty | punkty | punkty | punkty | punkty | punkty | punkty | punkty | punkty | punkty |
| -                                                                                      | -          | -               | -           | -            | -               | -                           | -              | -                  | -             | -             | -             | 66        | 56         | -                | -         | -            | 0      | 0      | 0      | 0      | 0      | 0      | 0      | 0      | 0      | 0      | 0      | 0      | 0      | 0      | 0      | 0      | 0      | 0      | 0      |
| Legenda                                                                                |            |                 |             |              |                 |                             |                |                    |               |               |               |           |            |                  |           |              |        |        |        |        |        |        |        |        |        |        |        |        |        |        |        |        |        |        |        |
| 1 2 3 4-10 11-15 poniżej 15 - – zawodnik nie wystartował lub zajął miejsce poniżej 15. |            |                 |             |              |                 |                             |                |                    |               |               |               |           |            |                  |           |              |        |        |        |        |        |        |        |        |        |        |        |        |        |        |        |        |        |        |        |